# Vishnupurana
Vishnupurana är den viktigaste av de indiska litteraturverken som benämns Purana. Det innehåller i utförligare och mera systematisk form än de flesta andra av samma slag det mytiska, respektive sagomaterial, som berör kosmogoni, gudars och människors tillblivande, genealogier över guda- och patriarksläkter, forna dynastiers och kungars historia och så vidare. Det är med andra ord en encyklopedi över det forna Indiens öden från speciellt hinduisk-vishnuitisk synpunkt.